# 亞默灣市鎮
亞默灣市鎮（丹麥語：Jammerbugt Kommune）是丹麥的一個市鎮，位於北日德蘭島中部，北臨亞默灣，南臨尼伯灣，屬北日德蘭大區。面積872.92平方公里，2009年人口38,990人。首府奧比布羅。
2007年1月1日日由奧比布羅、布羅斯特、費耶里茨萊烏等四個市鎮合併而成。